# Bellaire (Michigan)
Bellaire falu az USA Michigan államában, Antrim megyében, melynek megyeszékhelye is. Lakosainak száma 1053 fő (2020. április 1.).

## Népesség
A település népességének változása:
| Lakosok száma | 65   | 1086 | 1053 |
|               | 1880 | 2010 | 2020 |